# Katherine Anne Porter
Katherine Anne Porter, född 15 maj 1890 i Indian Creek, Texas, död 18 september 1980 i Silver Spring, Maryland, var en amerikansk författare. Hon var journalist en tid innan hon debuterade som författare 1930. Då fick hon ett stipendium och bodde en längre tid i Europa. Hon reste också till Mexiko, och dessa resor påverkade hennes val av motiv.

## Verk översatta till svenska
- Det lutande tornet (översättning Erik Sjögren, Bonnier, 1946) (The leaning tower 1944) [noveller]
- Narrskeppet: roman (översättning Torsten Blomkvist, Bonnier, 1963) (Ship of fools, 1962)

## Priser och utmärkelser
- Pulitzerpriset för skönlitteratur 1966 för The Collected Stories of Katherine Anne Porter